# Montaldeo
Montaldeo (piemontesisch Montondé, ligurisch Montaldeo) ist eine Gemeinde in der italienischen Provinz Alessandria (AL), Region Piemont.

## Lage und Einwohner
Der Ort Montaldeo liegt 33 Kilometer südöstlich von der Provinzhauptstadt Alessandria auf einer Höhe von 332 m über dem Meeresspiegel, an den letzten Hängen des ligurischen Apennins unweit der Ovada-Täler gelegen. Das Gemeindegebiet umfasst eine Fläche von 5,19 km² und hat 208 (Stand 31. Dezember 2023) Einwohner.
Die Nachbargemeinden sind Casaleggio Boiro, Castelletto d’Orba, Lerma, Mornese, Parodi Ligure und San Cristoforo.

### Verkehrsanbindung

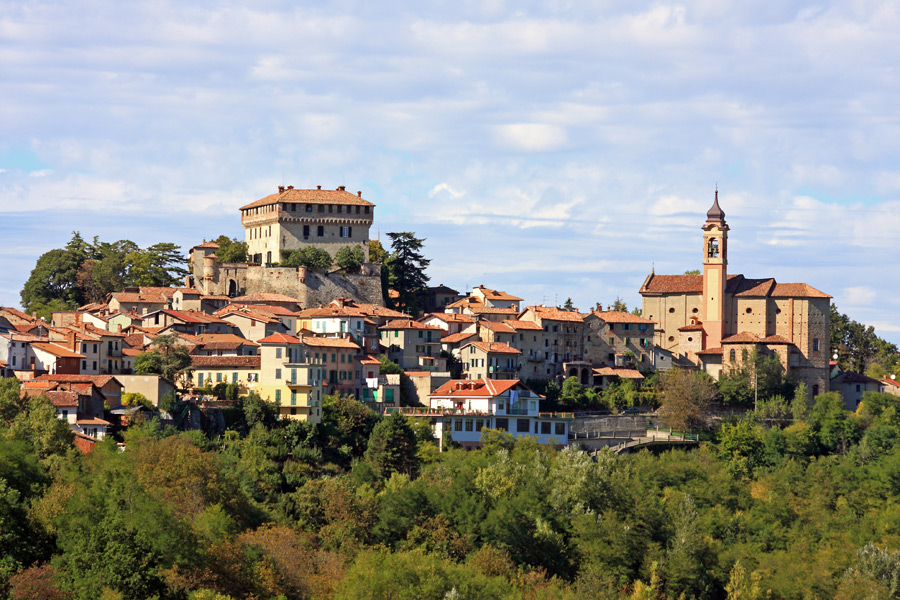
Panorama

Beim 14 km entfernten Belforte Monferrato hat die Gemeinde Anschluss an die Autostrada A26.

## Geschichte

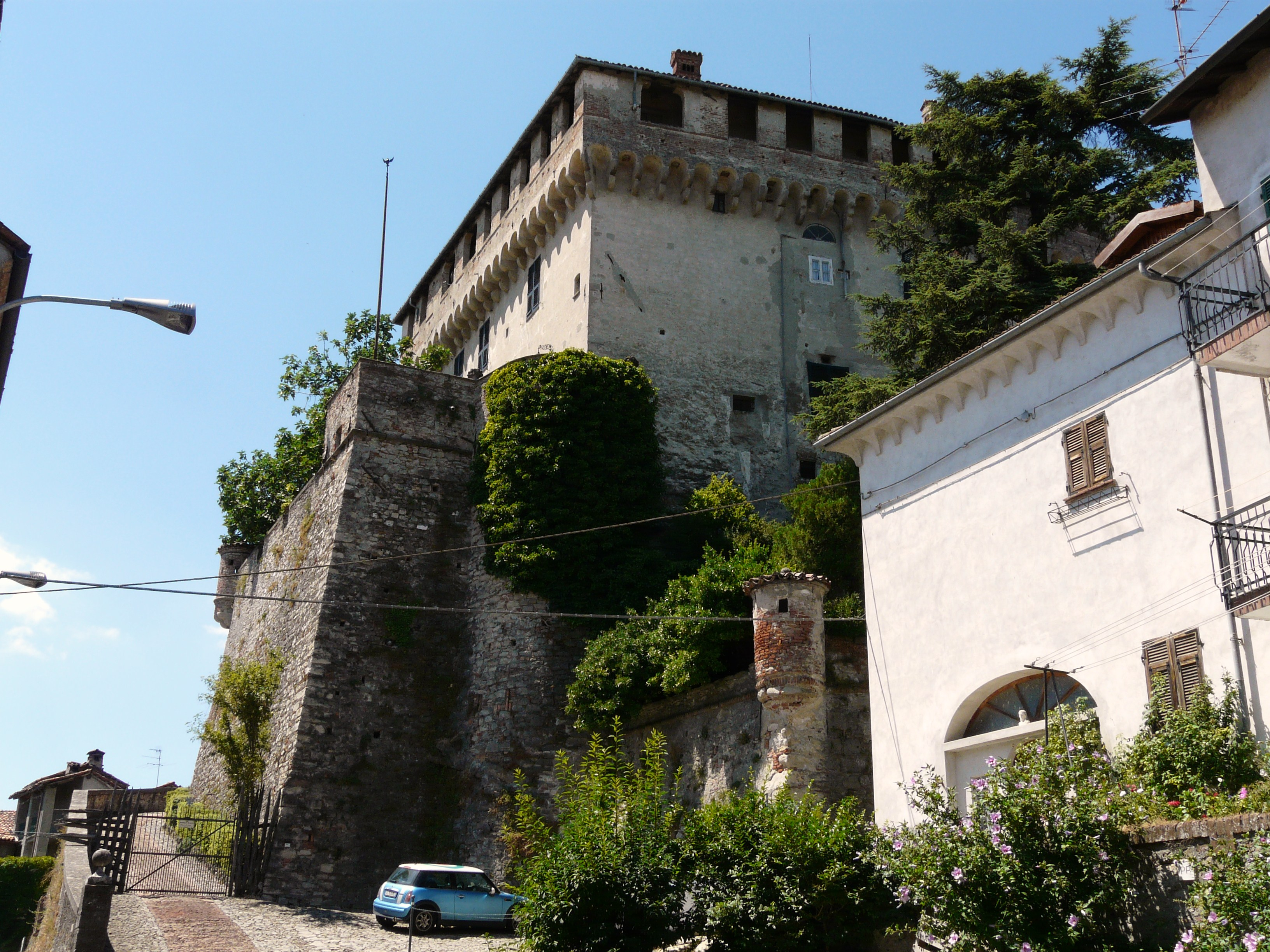
Schloss Montaldeo

Der Ortsname ist seit 1224 als „Montaldellus“ bezeugt. Nach Ansicht einiger Gelehrter könnte es sowohl vom Wort „Monte“ als auch von der Ableitung „Montale“ abgeleitet sein. Seine Ursprünge gehen auf das Mittelalter zurück, genau auf das Jahr 925, als die Könige Hugo und Lotario es der Abtei San Marziano in Tortona schenkten. Dieses Gesetz wurde von den Päpsten Anastasius IV. und Alexander III. erst im 12. Jahrhundert bestätigt, als es von den Markgrafen von Parodi regiert wurde. Im Jahr 1202 stand es im Mittelpunkt einer neuen Schenkung. Diesmal durch die Markgrafen von Gavi an die Gemeinde Genua, obwohl sich die Einwohner dagegen gewehrt hatten, indem sie für die Gemeinde Alessandria verhandelten. 
Im 15. Jahrhundert wurde es im Auftrag des Herzogs von Mailand von den Truppen von Francesco Sforza besetzt und gewährte Galeazzo Trotti, einem Mitglied einer reichen Familie aus Alessandria, den Podestà. Dieser Übergang brachte eine Reihe von Problemen für die Dorfbevölkerung mit sich, die, verärgert über die Missbräuche des Feudalherren, eine Verschwörung einging und einen Aufstand auslöste. Deshalb kam es zum Trotti-Massaker. An einem Sonntagmorgen tötete die Menge zunächst Christoph und seinen ältesten Sohn, dann den Rest der Familie. Es war Bartolomeo Spinola, ein Kämpfer in Ovada gegen dieselben Trottis, der in das Dorf ging, um weiteres Blutvergießen zu verhindern. Die Verschwörer wurden daraufhin von Francesco Sforza ins Exil geschickt.

## Sehenswürdigkeiten
- Das Schloss der Familie Doria, bekannt für die legendäre Anwesenheit des Geistes einer Nonne, Costanza Gentile, sowie für die zahlreichen Folterinstrumente, die düsteren Keller und das Treppenlabyrinth. Zeugen einer Ära der Grausamkeit.[3]

## Kulinarische Spezialitäten
In Montaldeo werden Reben des Dolcetto für den Dolcetto d’Ovada, einen Rotwein mit DOC Status angebaut. Die Beeren der Rebsorten Spätburgunder und/oder Chardonnay dürfen zum Schaumwein Alta Langa verarbeitet werden. Die Sorte Barbera findet Eingang in den Rotwein Barbera del Monferrato.